# Charles Dhéré
Charles Dhéré (* 5. März 1876 in Paris; † 18. Januar 1955 in Genf) war ein französischer Physiologe und Biochemiker und Hochschullehrer an der Universität Freiburg i.Üe.
Dhéré studierte Medizin an der Sorbonne mit der Promotion in Neurophysiologie 1898 bei Louis Édoard Lapicque, war dort Assistent von Albert Dastre und habilitierte sich 1909 (Docteur des sciences naturelles) in Paris mit einer Arbeit über UV-Spektroskopie von Proteinen. Er war ab 1900 außerordentlicher und ab 1908 ordentlicher Professor für Physiologie, physiologische Chemie (Biochemie) und Mikrobiologie an der Universität Freiburg i.Üe. als Nachfolger von Maurice Arthus. 1916/17 und 1933/34 war er Dekan der Naturwissenschaftlichen Fakultät und 1938 ging er in den Ruhestand (wobei er Honorarprofessor in Freiburg wurde) und zog nach Genf.
Er entwickelte analytische Methoden zum Nachweis kleinster Mengen von makromolekularen Substanzen in der Biochemie, wobei er verschiedene Methoden verwendete wie Infrarot-Fluoreszenzspektroskopie, Elektrodialyse und Chromatographie.
1926 wurde er Mitglied der Leopoldina. 1937 erhielt er den Marcel-Benoist-Preis.

## Schriften
- La fluorescence en biochimie, 1937